# Campeonato Asiático de Atletismo de 2023 - 1500 m feminino
A prova dos 1500 metros feminino do Campeonato Asiático de Atletismo de 2023 foi disputada no dia 12 de julho de 2023, no Estádio Nacional, em Banguecoque, na Tailândia.

## Recordes
Antes desta competição, os recordes mundiais e do campeonato nesta prova eram os seguintes:
|                       | Nome             | Nacionalidade | Tempo     | Local    | Data                   |
| --------------------- | ---------------- | ------------- | --------- | -------- | ---------------------- |
| Recorde mundial       | Faith Kipyegon   | Quênia        | 3m 49s 11 | Florença | 2 de junho de 2023     |
| Recorde do campeonato | Sinimole Paulose | Índia         | 4m 12s 69 | Amã      | 29 de julho de 2007    |
| Recorde asiático      | Qu Yunxia        | China         | 3m 50s 46 | Pequim   | 11 de setembro de 1993 |

Os seguintes recordes foram estabelecidos durante esta competição:
| Data        | Evento | Atleta        | Nacionalidade | Tempo     | Notas                 |
| ----------- | ------ | ------------- | ------------- | --------- | --------------------- |
| 12 de julho | Final  | Nozomi Tanaka | Japão         | 4m 06s 75 | Recorde do campeonato |

## Medalhistas
| Ouro                | Prata           | Bronze                     |
| Nozomi Tanaka (JPN) | Yume Goto (JPN) | Gayanthika Abeyratne (SRI) |

## Cronograma
Todos os horários são locais (UTC+7)
| Data        | Hora  | Evento |
| ----------- | ----- | ------ |
| 12 de julho | 17:40 | Final  |

## Resultado final
A final ocorreu no dia 12 de julho às 17:40.
| Posição           | Atleta                       | Nacionalidade | Tempo   | Notas                |
| ----------------- | ---------------------------- | ------------- | ------- | -------------------- |
| Medalha de ouro   | Nozomi Tanaka                | Japão         | 4:06.75 | ,                    |
| Medalha de prata  | Yume Goto                    | Japão         | 4:13.25 | Recorde da temporada |
| Medalha de bronze | Gayanthika Abeyratne         | Sri Lanka     | 4:14.39 |                      |
| 4                 | Xu Shuangshuang              | China         | 4:18.84 |                      |
| 5                 | Nguyễn Thị Oanh              | Vietname      | 4:18.84 |                      |
| 6                 | Layla Al-Masry               | Palestina     | 4:25.70 |                      |
| 7                 | Lili Das                     | Índia         | 4:27.61 |                      |
| 8                 | Chui Ling Goh                | Singapura     | 4:31.28 |                      |
| 9                 | Savinder Kaur Joginder Singh | Malásia       | 4:32.75 |                      |
| 10                | Lodkeo Inthakoumman          | Laos          | 4:39.74 |                      |
| 11                | Phulmati Rana                | Nepal         | 4:49.72 |                      |

Legenda
| Recorde mundial       | Recorde mundial (World record)               |                       | Recorde africano                      | Recorde africano (African) |                                           | Q | Classificado por posição (Qualified) |
| Recorde do campeonato | Recorde do campeonato (Championship record)  | Recorde da América    | Recorde da América (Americas)         | q                          | Classificado por melhor tempo (Qualified) |   |                                      |
| Melhor marca do ano   | Melhor marca do ano (World leading)          | Recorde asiático      | Recorde asiático (Asian)              | DNS                        | Não largou (Did not start)                |   |                                      |
| Recorde nacional      | Recorde nacional (National record)           | Recorde europeu       | Recorde europeu (European)            | DNF                        | Não terminou (Did not finish)             |   |                                      |
| Recorde pessoal       | Recorde pessoal do atleta (Personal best)    | Recorde da Oceania    | Recorde da Oceania (Oceania)          | DSQ / DQ                   | Desclassificado (Disqualified)            |   |                                      |
| Recorde da temporada  | Recorde da temporada do atleta (Season best) | Recorde sul-americano | Recorde sul-americano (South America) | NM                         | Sem marca (No mark)                       |   |                                      |